# Myllysaari (ö i Norra Österbotten, Oulunkaari, lat 65,72, long 27,37)
Myllysaari är en ö i Finland. Den ligger i vattendraget Livojoki och i kommunen Pudasjärvi i den ekonomiska regionen  Oulunkaari  och landskapet Norra Österbotten, i den norra delen av landet, 600 km norr om huvudstaden Helsingfors. Öns area är 1,6 hektar och dess största längd är 260 meter i sydväst-nordöstlig riktning.